# Josephine Fodor-Mainville
Josephine Fodor-Mainville (París, 13 d'octubre de 1789 – Saint-Genis (Lió), 10 d'agost de 1870) fou una cèlebre cantant dramàtica francesa.
Filla del compositor Josephus Andreas Fodor (1751-1828). El 1794 els seus pares es van traslladar a Sant Petersburg on ella va fer els seus estudis. Amb només onze anys ja feia concerts de piano i arpa. El 1812 es casà amb l'actor Mainvielle i van viatjar per Estocolm i Copenhaguen, en retornar a París fou contractada per l'Opéra-Comique fent la seva aparició el 9 d'agost de 1814 amb un complet fracàs. De la seva ciutat natal passà a Londres i Venècia.
El 1822 va interpretar el paper de Desdemona a Otello de Rossini al Teatre San Carlo de Nàpols. El 1823 va triomfar a Viena. Va encadenar més de vint papers diferents. Fou una cantant de gran talent i se la considerava llavors una de les millors cantants del món. El 1828 es retirà del teatre, per haver perdut la seva bella veu a causa d'una greu malaltia a la sang que arrossegava des de feia temps. Fou una cantant de gran talent. Se li deu Réflexions et conseils sur l'art du chant, obra pòstuma (París, 1857).
El seu repertori favorit eren les òperes de Rossini, Paër i Mozart.
La seva filla Henriette, també fou una cantant de mèrit, va ser molt reconeguda a Königstadt el teatre de Berlín entre els anys 1846-1849.